# Aeonium castello-paivae

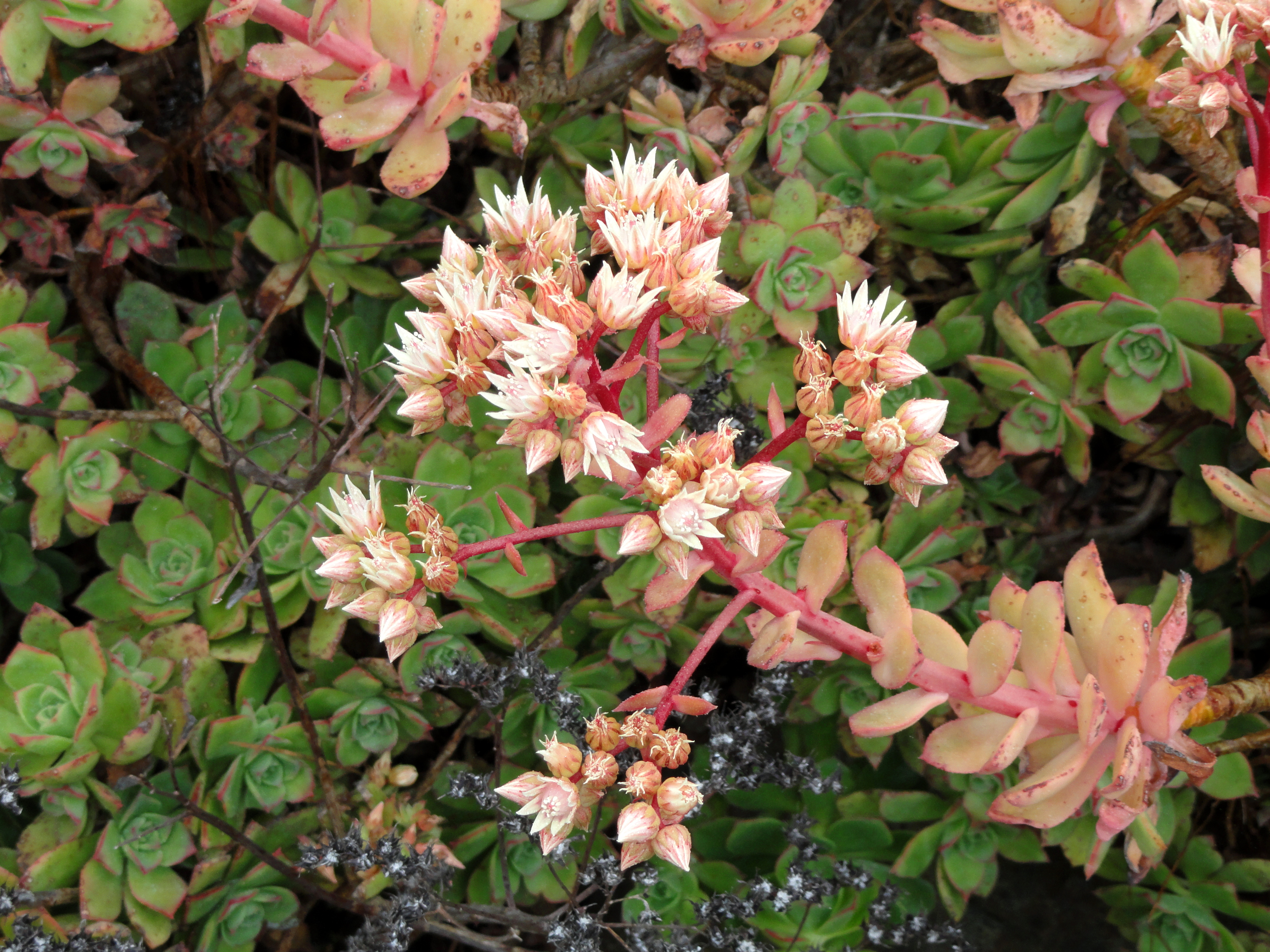
Blüten

Aeonium castello-paivae ist eine Pflanzenart aus der Gattung Aeonium in der Familie der Dickblattgewächse (Crassulaceae).

## Beschreibung

### Vegetative Merkmale
Aeonium castello-paivae wächst als mehrjähriger, dicht verzweigter Kleinstrauch und erreicht Wuchshöhen von bis zu 70 Zentimeter. Die glatten, filzigen, aufsteigenden oder hängenden, gewundenen Triebe weisen einen Durchmesser von 3 bis 8 Millimeter auf. Ihre eher flachen Rosetten erreichen einen Durchmesser von 3 bis 7 Zentimeter. Ihre inneren Blätter sind mehr oder weniger aufrecht. Die verkehrt eiförmig-spateligen, blassgrünen bis gelblich grünen, bläulich überhauchten, fast kahlen Laubblätter sind 1,5 bis 3,5 Zentimeter lang, 0,8 bis 2 Zentimeter breit und 0,2 bis 0,3 Zentimeter dick. Zur Spitze hin sind sie zugespitzt bis geschwänzt. Die Basis ist keilförmig. Die Blätter sind in der Regel variegat mit wenigen rötlichen Streifen. Der Blattrand ist mit einigen ziemlich geraden Wimpern besetzt, die bis zu 0,2 Zentimeter lang sind.

### Generative Merkmale
Der lockere, halbkugelförmige Blütenstand weist eine Länge von 6 bis 20 Zentimeter und eine Breite von 6 bis 20 Zentimeter auf. Der Blütenstandsstiel ist 7 bis 25 Zentimeter lang. Die sieben- bis neunzähligen Blüten stehen an einem 1 bis 2 Millimeter langen, schwach flaumhaarigen Blütenstiel. Ihre Kelchblätter sind schwach flaumhaarig. Die grünlich weißen, lanzettlichen, zugespitzten Kronblätter sind 8 bis 10 Millimeter lang und 1 bis 1,5 Millimeter breit. Die Staubfäden sind schwach flaumhaarig.

### Chromosomenzahl
Die Chromosomenzahl beträgt 2n = 36.

## Systematik und Verbreitung
Aeonium castello-paivae ist auf La Gomera in Höhen von 200 bis 900 Metern verbreitet.
Die Erstbeschreibung durch Carl August Bolle wurde 1859 veröffentlicht.

## Nachweise